# Ecuadori labdarúgó-bajnokság (első osztály)
A Primera Categoría Serie A az ecuadori labdarúgó-bajnokságok legfelsőbb osztályának elnevezése 1957 óta. A bajnokságban tizenhat csapat szerepel, melyek kétszer mérkőznek meg egymással.

## A 2022-es szezon résztvevői
| Csapat                  | Város     | Stadion                                    | Férőhely |
| ----------------------- | --------- | ------------------------------------------ | -------- |
| 9 de Octubre            | Guayaquil | Modelo Alberto Spencer Herrera             | 42,000   |
| Aucas                   | Quito     | Gonzalo Pozo Ripalda                       | 21,689   |
| Barcelona               | Guayaquil | Monumental Banco Pichincha                 | 57,267   |
| Cumbayá                 | Quito     | Olímpico Atahualpa                         | 35,258   |
| Delfín                  | Manta     | Jocay                                      | 17,834   |
| Deportivo Cuenca        | Cuenca    | Banco del Austro Alejandro Serrano Aguilar | 18,549   |
| Emelec                  | Guayaquil | Banco del Pacífico Capwell                 | 40,020   |
| Gualaceo                | Azogues   | Jorge Andrade Cantos                       | 14,000   |
| Guayaquil City          | Guayaquil | Christian Benítez Betancourt               | 10,152   |
| Independiente del Valle | Sangolquí | Banco Guayaquil                            | 12,000   |
| LDU Quito               | Quito     | Rodrigo Paz Delgado                        | 41,575   |
| Macará                  | Ambato    | Bellavista Universidad Indoamérica         | 16,467   |
| Mushuc Runa             | Ambato    | COAC Mushuc Runa                           | 8,200    |
| Orense                  | Machala   | 9 de Mayo                                  | 16,456   |
| Técnico Universitario   | Ambato    | Bellavista Universidad Indoamérica         | 16,467   |
| Universidad Católica    | Quito     | Olímpico Atahualpa                         | 35,258   |

## A bajnokság statisztikái
A bajnokságot eddig 10 egyesület nyerte meg. A legsikeresebb csapat a guayaquili Barcelona 16 bajnoki címével, őket követi az Emelec 14, az El Nacional 13, az LDU Quito 11, és a Deportivo Quito 5 győzelemmel. 6 csapat (SD Aucas, Delfín, Deportivo Cuenca, Deportivo Everest, Independiente del Valle, Deportivo Olmedo) egyszer vihette haza a trófeát.

### Győztesek
| Év   | Év       | Bajnok (Cím)                | Második                   | Harmadik                         | Gólkirály |
| ---- | -------- | --------------------------- | ------------------------- | -------------------------------- | --- |
| 1957 | 1957     | Emelec (1)                  | Barcelona                 | Deportivo Quito                  | Simón Cañarte (Barcelona; 4 gól)                                                                                   |
| 1958 | 1958     | nem rendeztek bajnokságot   | nem rendeztek bajnokságot | nem rendeztek bajnokságot        | nem rendeztek bajnokságot                                                                                          |
| 1959 | 1959     | nem rendeztek bajnokságot   | nem rendeztek bajnokságot | nem rendeztek bajnokságot        | nem rendeztek bajnokságot                                                                                          |
| 1960 | 1960     | Barcelona (1)               | Emelec                    | Patria                           | Enrique Cantos (Barcelona; 8 gól)                                                                                  |
| 1961 | 1961     | Emelec (2)                  | Patria                    | Deportivo Everest                | Galo Pinto (Deportivo Everest; 12 gól)                                                                             |
| 1962 | 1962     | Deportivo Everest (1)       | Barcelona                 | Emelec                           | Iris López (Barcelona; 9 gól)                                                                                      |
| 1963 | 1963     | Barcelona (2)               | Emelec                    | Deportivo Quito                  | Carlos Alberto Raffo (Emelec; 4 gól)                                                                               |
| 1964 | 1964     | Deportivo Quito (1)         | El Nacional               | LDU Quito                        | Jorge Valencia (América de Manta; 8 gól)                                                                           |
| 1965 | 1965     | Emelec (3)                  | 9 de Octubre              | Barcelona                        | Helio Cruz (Barcelona; 8 gól)                                                                                      |
| 1966 | 1966     | Barcelona (3)               | Emelec                    | Politécnico                      | Pio Coutinho (LDU Quito; 13 gól)                                                                                   |
| 1967 | 1967     | El Nacional (1)             | Emelec                    | Barcelona                        | Tom Rodríguez (El Nacional; 16 gól)                                                                                |
| 1968 | 1968     | Deportivo Quito (2)         | Barcelona                 | Emelec                           | Víctor Battaini (Deportivo Quito; 19 gól)                                                                          |
| 1969 | 1969     | LDU Quito (1)               | América de Quito          | Aucas                            | Francisco Bertocchi (LDU Quito; 26 gól)                                                                            |
| 1970 | 1970     | Barcelona (4)               | Emelec                    | América de Quito                 | Rómulo Dudar Mina (Macará; 19 gól)                                                                                 |
| 1971 | 1971     | Barcelona (5)               | América de Quito          | Emelec                           | Alfonso Obregón (LDU Portoviejo; 18 gól)                                                                           |
| 1972 | 1972     | Emelec (4)                  | El Nacional               | Barcelona                        | Nelsinho (Barcelona; 24 gól)                                                                                       |
| 1973 | 1973     | El Nacional (2)             | Universidad Católica      | Barcelona                        | Ángel Marín (América de Quito; 18 gól)                                                                             |
| 1974 | 1974     | LDU Quito (2)               | El Nacional               | Deportivo Cuenca                 | Ángel Liciardi (Deportivo Cuenca; 19 gól)                                                                          |
| 1975 | 1975     | LDU Quito (3)               | Deportivo Cuenca          | Aucas                            | Ángel Liciardi (Deportivo Cuenca; 36 gól)                                                                          |
| 1976 | 1976     | El Nacional (3)             | Deportivo Cuenca          | Emelec                           | Ángel Liciardi (Deportivo Cuenca; 19 gól)                                                                          |
| 1977 | 1977     | El Nacional (4)             | LDU Quito                 | Universidad Católica             | Fabián Paz y Miño (El Nacional; 27 gól)                                                                            |
| 1978 | 1978     | El Nacional (5)             | Técnico Universitario     | Emelec                           | Juan José Pérez (LDU Portoviejo; 24 gól)                                                                           |
| 1979 | 1979     | Emelec (5)                  | Universidad Católica      | Manta                            | Carlos Miori (Emelec; 26 gól)                                                                                      |
| 1980 | 1980     | Barcelona (6)               | Técnico Universitario     | Universidad Católica             | Miguel Gutíerrez (América de Quito; 26 gól)                                                                        |
| 1981 | 1981     | Barcelona (7)               | LDU Quito                 | El Nacional                      | Paulo César (LDU Quito; 25 gól)                                                                                    |
| 1982 | 1982     | El Nacional (6)             | Barcelona                 | LDU Portoviejo                   | José Villafuerte (El Nacional; 25 gól)                                                                             |
| 1983 | 1983     | El Nacional (7)             | 9 de Octubre              | Barcelona                        | Paulo César (Barcelona; 28 gól)                                                                                    |
| 1984 | 1984     | El Nacional (8)             | 9 de Octubre              | LDU Quito                        | Sergio Saucedo (Deportivo Quito; 25 gól)                                                                           |
| 1985 | 1985     | Barcelona (8)               | Deportivo Quito           | Filanbanco                       | Juan Carlos de Lima (Universidad Católica; 24 gól) Guga (Esmeraldas Petrolero; 24 gól)                             |
| 1986 | 1986     | El Nacional (9)             | Barcelona                 | Técnico Universitario            | Juan Carlos de Lima (Deportivo Quito; 23 gól)                                                                      |
| 1987 | 1987     | Barcelona (9)               | Filanbanco                | Audaz Octubrino                  | Ermen Benitez (El Nacional; 24 gól) Hamilton Cuvi (Filanbanco; 24 gól) Waldemar Victorino (LDU Portoviejo; 24 gól) |
| 1988 | 1988     | Emelec (6)                  | Deportivo Quito           | A harmadik helyért nem járt érem | Janio Pinto (LDU Quito; 18 gól)                                                                                    |
| 1989 | 1989     | Barcelona (10)              | Emelec                    | Deportivo Quito                  | Ermen Benítez (El Nacional; 18 gól)                                                                                |
| 1990 | 1990     | LDU Quito (4)               | Barcelona                 | Emelec                           | Ermen Benítez (El Nacional; 33 gól)                                                                                |
| 1991 | 1991     | Barcelona (11)              | Valdez                    | El Nacional                      | Pedro Varela (Delfín; 24 gól)                                                                                      |
| 1992 | 1992     | El Nacional (10)            | Barcelona                 | Emelec                           | Carlos Muñoz (Barcelona; 19 gól)                                                                                   |
| 1993 | 1993     | Emelec (7)                  | Barcelona                 | El Nacional                      | Diego Herrera (LDU Quito; 21 gól)                                                                                  |
| 1994 | 1994     | Emelec (8)                  | El Nacional               | Barcelona                        | Manuel Uquillas (ESPOLI; 25 gól)                                                                                   |
| 1995 | 1995     | Barcelona (12)              | ESPOLI                    | El Nacional                      | Manuel Uquillas (Barcelona; 24 gól)                                                                                |
| 1996 | 1996     | El Nacional (11)            | Emelec                    | Barcelona                        | Ariel Graziani (Emelec; 28 gól)                                                                                    |
| 1997 | 1997     | Barcelona (13)              | Deportivo Quito           | Emelec                           | Ariel Graziani (Emelec; 24 gól)                                                                                    |
| 1998 | 1998     | LDU Quito (5)               | Emelec                    | A harmadik helyért nem járt érem | Iván Kaviedes (Emelec; 43 gól)                                                                                     |
| 1999 | 1999     | LDU Quito (6)               | El Nacional               | Emelec                           | Christian Botero (Macará; 25 gól)                                                                                  |
| 2000 | 2000     | Deportivo Olmedo (1)        | El Nacional               | Emelec                           | Alejandro Kenig (Emelec; 25 gól)                                                                                   |
| 2001 | 2001     | Emelec (9)                  | El Nacional               | Deportivo Olmedo                 | Carlos Juárez (Emelec; 17 gól)                                                                                     |
| 2002 | 2002     | Emelec (10)                 | Barcelona                 | El Nacional                      | Christian Carnero (Deportivo Quito; 26 gól)                                                                        |
| 2003 | 2003     | LDU Quito (7)               | Barcelona                 | El Nacional                      | Ariel Graziani (Barcelona; 23 gól)                                                                                 |
| 2004 | 2004     | Deportivo Cuenca (1)        | Deportivo Olmedo          | LDU Quito                        | Ebelio Ordóñez (El Nacional; 24 gól)                                                                               |
| 2005 | Apertura | LDU Quito (8)               | Barcelona                 | A harmadik helyért nem járt érem | Wilson Segura (LDU Loja; 21 gól)                                                                                   |
| 2005 | Clausura | El Nacional (12)            | Deportivo Cuenca          | LDU Quito                        | Omar Guerra (Aucas; 21 gól)                                                                                        |
| 2006 | 2006     | El Nacional (13)            | Emelec                    | LDU Quito                        | Luis Miguel Escalada (Emelec; 29 gól)                                                                              |
| 2007 | 2007     | LDU Quito (9)               | Deportivo Cuenca          | Deportivo Olmedo                 | Juan Carlos Ferreyra (Deportivo Cuenca; 17 gól)                                                                    |
| 2008 | 2008     | Deportivo Quito (3)         | LDU Quito                 | Deportivo Cuenca                 | Pablo Palacios (Barcelona; 20 gól)                                                                                 |
| 2009 | 2009     | Deportivo Quito (4)         | Deportivo Cuenca          | Emelec                           | Claudio Bieler (LDU Quito; 22 gól)                                                                                 |
| 2010 | 2010     | LDU Quito (10)              | Emelec                    | Deportivo Quito                  | Jaime Ayoví (Emelec; 23 gól)                                                                                       |
| 2011 | 2011     | Deportivo Quito (5)         | Emelec                    | El Nacional                      | Narciso Mina (Independiente José Terán; 28 gól)                                                                    |
| 2012 | 2012     | Barcelona (14)              | Emelec                    | LDU Quito                        | Narciso Mina (Barcelona; 30 gól)                                                                                   |
| 2013 | 2013     | Emelec (11)                 | Independiente del Valle   | Deportivo Quito                  | Federico Nieto (Deportivo Quito; 29 gól)                                                                           |
| 2014 | 2014     | Emelec (12)                 | Barcelona                 | Independiente del Valle          | Armando Wila (Universidad Católica; 20 gól)                                                                        |
| 2015 | 2015     | Emelec (13)                 | LDU Quito                 | Independiente del Valle          | Miller Bolaños (Emelec; 25 gól)                                                                                    |
| 2016 | 2016     | Barcelona (15)              | Emelec                    | El Nacional                      | Maximiliano Barreiro (Delfín; 23 gól)                                                                              |
| 2017 | 2017     | Emelec (14)                 | Delfín                    | Independiente del Valle          | Hernán Barcos (LDU Quito; 21 gól)                                                                                  |
| 2018 | 2018     | LDU Quito (11)              | Emelec                    | Barcelona                        | Jhon Cifuente (Universidad Católica; 37 gól)                                                                       |
| 2019 | 2019     | Delfín (1)                  | LDU Quito                 | Macará                           | Luis Amarilla (Universidad Católica; 19 gól)                                                                       |
| 2020 | 2020     | Barcelona (16)              | LDU Quito                 | Independiente del Valle          | Cristian Martínez Borja (LDU Quito; 24 gól)                                                                        |
| 2021 | 2021     | Independiente del Valle (1) | Emelec                    | Universidad Católica             | Jonathan Bauman (Mushuc Runa/Independiente del Valle; 26 gól)                                                      |
| 2022 | 2022     | SD Aucas (1)                | Barcelona                 | Universidad Católica             | Francisco Fydriszewski (SD Aucas; 15 gól)                                                                          |

## Bajnoki címek csapatonként
| Csapat                  | Bajnok | Második | Bajnoki cím                                                                                    |
| ----------------------- | ------ | ------- | ---------------------------------------------------------------------------------------------- |
| Barcelona               | 16     | 12      | 1960, 1963, 1966, 1970, 1971, 1980, 1981, 1985, 1987, 1989, 1991, 1995, 1997, 2012, 2016, 2020 |
| Emelec                  | 14     | 15      | 1957, 1961, 1965, 1972, 1979, 1988, 1993, 1994, 2001, 2002, 2013, 2014, 2015, 2017             |
| El Nacional             | 13     | 7       | 1967, 1973, 1976, 1977, 1978, 1982, 1983, 1984, 1986, 1992, 1996, 2005 Clausura, 2006          |
| LDU Quito               | 11     | 6       | 1969, 1974, 1975, 1990, 1998, 1999, 2003, 2005 Apertura, 2007, 2010, 2018                      |
| Deportivo Quito         | 5      | 3       | 1964, 1968, 2008, 2009, 2011                                                                   |
| Deportivo Cuenca        | 1      | 5       | 2004                                                                                           |
| Deportivo Olmedo        | 1      | 1       | 2000                                                                                           |
| Delfín                  | 1      | 1       | 2019                                                                                           |
| Independiente del Valle | 1      | 1       | 2021                                                                                           |
| SD Aucas                | 1      | 0       | 2022                                                                                           |
| Deportivo Everest       | 1      | 0       | 1962                                                                                           |

### Bajnoki címek településenként

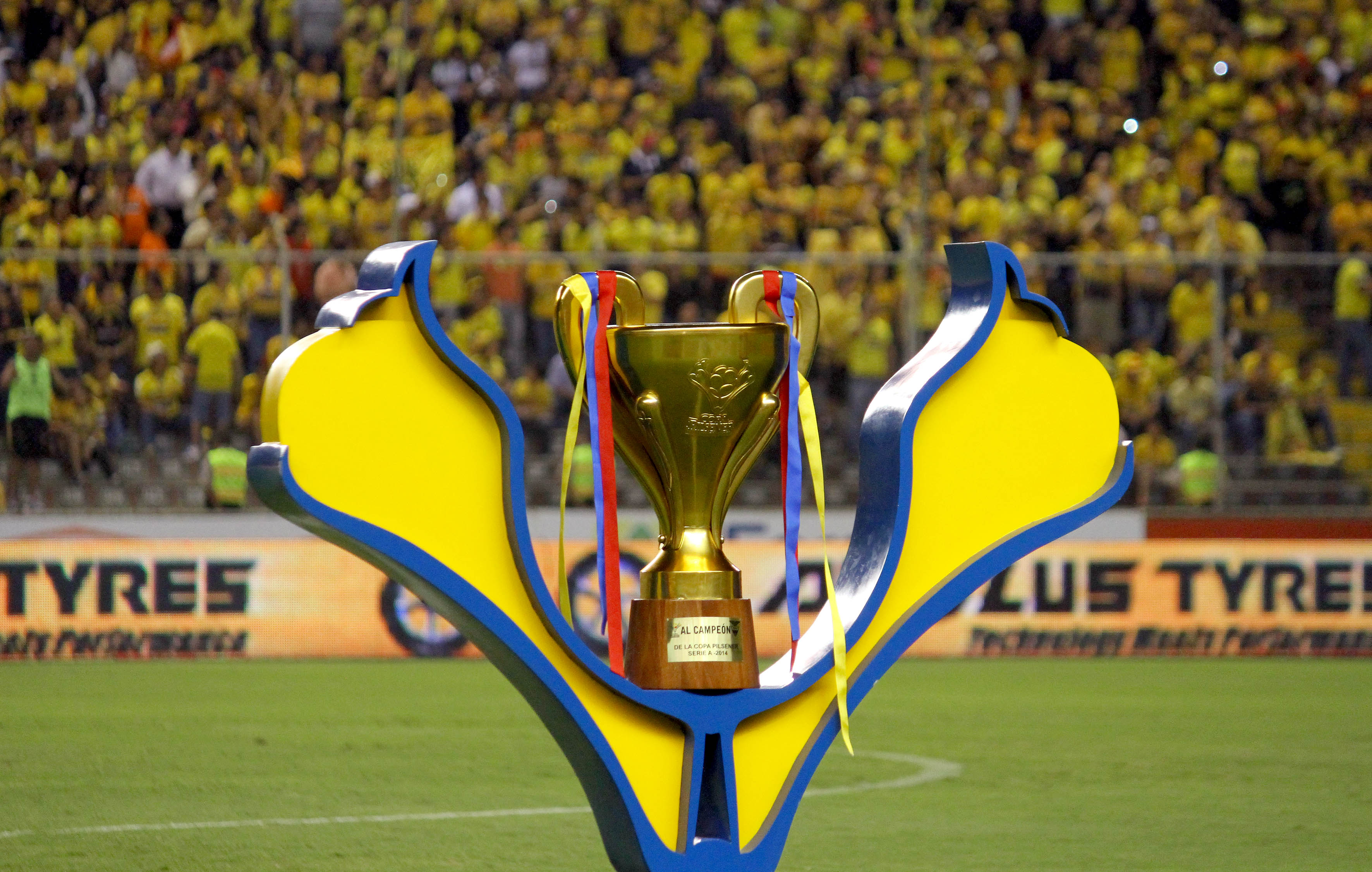
A 2014-es bajnoki trófea

| Település | Bajnoki cím | Csapatok                                                            |
| --------- | ----------- | ------------------------------------------------------------------- |
| Guayaquil | 31          | Barcelona (16), Emelec (14), Deportivo Everest (1)                  |
| Quito     | 30          | El Nacional (13), LDU Quito (11), Deportivo Quito (5), SD Aucas (1) |
| Cuenca    | 1           | Deportivo Cuenca (1)                                                |
| Manta     | 1           | Delfín (1)                                                          |
| Riobamba  | 1           | Deportivo Olmedo (1)                                                |
| Sangolquí | 1           | Independiente del Valle (1)                                         |

## Legeredményesebb játékosok
| Helyezés | Játékos           | Csapatok              | Évek               | Gólok | Összes gól |
| -------- | ----------------- | --------------------- | ------------------ | ----- | ---------- |
| 1        | Ermen Benítez     | El Nacional           | 1980–90            | 154   | 191        |
| 1        | Ermen Benítez     | Barcelona             | 1991–92            | 19    | 191        |
| 1        | Ermen Benítez     | LDU Quito             | 1993               | 1     | 191        |
| 1        | Ermen Benítez     | Green Cross           | 1994               | 12    | 191        |
| 1        | Ermen Benítez     | LDU Portoviejo        | 1995               | 5     | 191        |
| 2        | Jorge Ron         | El Nacional           | 1972–79            | 94    | 181        |
| 2        | Jorge Ron         | Universidad Católica  | 1980–84            | 73    | 181        |
| 2        | Jorge Ron         | Macará                | 1986               | 6     | 181        |
| 2        | Jorge Ron         | Aucas                 | 1987               | 8     | 181        |
| 3        | Ebelio Ordóñez    | Técnico Universitario | 1996               | 13    | 159        |
| 3        | Ebelio Ordóñez    | El Nacional           | 1997–2004; 2006–07 | 137   | 159        |
| 3        | Ebelio Ordóñez    | Emelec                | 2005               | 0     | 159        |
| 3        | Ebelio Ordóñez    | Deportivo Quito       | 2008; 2009         | 9     | 159        |
| 4        | Ángel Liciardi    | Emelec                | 1970–71            | 8     | 154        |
| 4        | Ángel Liciardi    | Deportivo Cuenca      | 1972; 1974–77      | 132   | 154        |
| 4        | Ángel Liciardi    | Barcelona             | 1978               | 14    | 154        |
| 5        | Fabián Paz y Miño | El Nacional           | 1972–88            | 153   | 153        |

## Fordítás
- Ez a szócikk részben vagy egészben  az   Ecuadorian Serie A című angol Wikipédia-szócikk fordításán alapul.  Az eredeti cikk szerkesztőit annak laptörténete sorolja fel. Ez a jelzés csupán a megfogalmazás eredetét és a szerzői jogokat jelzi, nem szolgál a cikkben szereplő információk forrásmegjelöléseként.
- Ez a szócikk részben vagy egészben  a(z)   2014 Campeonato Ecuatoriano de Fútbol Serie A című angol Wikipédia-szócikk fordításán alapul.  Az eredeti cikk szerkesztőit annak laptörténete sorolja fel. Ez a jelzés csupán a megfogalmazás eredetét és a szerzői jogokat jelzi, nem szolgál a cikkben szereplő információk forrásmegjelöléseként.